# Austskjera
Die Austskjera (sinngemäß aus dem Norwegischen übersetzt Ostschären) sind eine Gruppe von Rifffelsen nahe der Küste des ostantarktischen Mac-Robertson-Lands. Sie liegen 8 km östlich des Kap Daly und 3 km ostsüdöstlich der Insel Safety Island.
Norwegische Kartografen, die auch die Benennung vornahmen, kartierten die Felsen anhand von Luftaufnahmen, die bei der Lars-Christensen-Expedition 1936/37 entstanden.